# Peculator porphyria
Peculator porphyria är en snäckart som först beskrevs av Sir Joseph Cooke Verco 1896.  Peculator porphyria ingår i släktet Peculator och familjen Volutomitridae. Inga underarter finns listade i Catalogue of Life.